# Hesperaloe
Hesperaloe is een geslacht uit de aspergefamilie. De soorten komen voor in Texas en Mexico.

## Soorten
- Hesperaloe campanulata
- Hesperaloe chiangii
- Hesperaloe engelmannii
- Hesperaloe funifera
- Hesperaloe malacophylla
- Hesperaloe nocturna
- Hesperaloe parviflora
- Hesperaloe tenuifolia